# Párizsi békeszerződések
A párizsi békeszerződések aláírásával zárult le a második világháború Magyarország, Finnország, Bulgária, Olaszország és Románia számára, 1947. február 10-én.
A békeszerződést a Külügyminiszterek Tanácsának ülésén fogalmazták meg, az előkészítő tárgyalások (1946. július 29–október 15.) után. Az öt békeszerződést egyszerre írták alá. Ezek alapelveikben hasonlóak egymáshoz, mely elveket az 1945-ös potsdami konferencia során fogalmazták meg. A magyar békeszerződést az 1947. évi XVIII. törvény hirdette ki.

## A magyar békeszerződés
A magyar békeszerződés öt fő részből állt:
1. Területi rendelkezések: visszaálltak a trianoni békeszerződésben kijelölt határok, kis módosítással. Csehszlovákia öt Pozsony-környéki falura tartott igényt. Ebből három falut kapott meg (Oroszvár, Horvátjárfalu, Dunacsún). 1946. február 27-én Magyarország és Csehszlovákia lakosságcserére vonatkozó szerződést kötött, ezt az 1947. évi XVIII. törvény hirdette ki. A lakosságcsere a magyarországi szlovákok számára önkéntes, a szlovákiai magyarok számára azonban kötelező jellegű volt.
2. Politikai rendelkezések: Magyarország köteles tiszteletben tartani az emberi jogokat. Feladatként tűzte ki a szerződés Magyarország számára a fasiszta szervezetek betiltását és feloszlatását.
3. Háborús bűnösök felelősségre vonása: Sor került a népbíróságok felállítására, melynek következtében eddig soha nem látott felelősségre vonások kezdődtek. Nem kímélték a politikai vezetőket sem, például Bárdossy, Imrédy és Szálasi ügyében is a népbíróság mondta ki a halálos ítéletet. Emellett kiadatásokra is sor került (pl.: Szombathelyi Ferenc vezérkari főnök Jugoszláviának történő kiadatása, majd kivégzése).
4. Fegyveres erők: E tekintetben a párizsi békeszerződés engedékenyebb Trianonhoz képest. A hadsereg létszámát 65 ezer főben maximálták, de nem tiltották be a sorkatonaságot. A légierő 5 ezer főt számlálhatott, illetve 70 repülőgépet tarthatott. Magyarország rendelkezhetett nehézfegyverzettel, de atomfegyver gyártása, illetve megszerzése tilos volt. A szerződés rendelkezett továbbá arról, hogy a szövetséges erők 90 napon belül kötelesek elhagyni az országot, ez alól azonban kivételt képezett az a szovjet fegyveres erő, mely az ausztriai megszállási zóna fenntartásához elengedhetetlen volt.
5. Jóvátétel: 300 millió dollár fizetésére kötelezett a szerződés, ebből 200 millió a Szovjetuniónak, 70 millió Jugoszláviának és 30 millió Csehszlovákiának járt. Emellett felállították az erőszakos szerzés vélelmét, melynek értelmében a Magyarországon található szövetséges tárgyak erőszakkal kerültek az ország területére. Ez egy megdönthető vélelem volt, melynek ellenkezőjét természetesen Magyarországnak kellett bizonyítania.
A Párizsi békeszerződés a Dunával nem foglalkozott, arról külön egyezmény született 1948-ban, Belgrádban.
A Párizsi békeszerződés Trianonhoz képest sokkal rövidebb és tömörebb volt. Emellett különbség még, hogy a párizsi szerződés nem rendelkezett az ENSZ-ről, csupán utalást tett arra nézve, hogy az ENSZ támogatni fogja Magyarország felvételét.